# Rocca di Monte Cerignone
La rocca di monte Cerignone, nota anche come rocca feltresca, anche detta "rocca palazzo", è un'antica fortificazione e residenza nel comune di Monte Cerignone, in provincia di Pesaro e Urbino, nel Montefeltro; è sul punto più alto di un colle, da cui domina il vicino borgo e l'alta valle del Conca.

## Storia
L'edificio risale al XII secolo, fu poi consolidato nel corso del XV secolo, prima dai Malatesta, quando secondo alcune fonti, durante la signoria di Sigismondo Pandolfo, pare che ne abbia curato una ristrutturazione Leon Battista Alberti, all'epoca impegnato nel cantiere della chiesa riminese di San Francesco. Nel 1464, la rocca fu conquistata dai Montefeltro, e fu verso questo periodo che furono attuati ulteriori interventi di restauro, per volontà del duca Federico III, che potrebbero aver visto l'intervento dell'architetto di fiducia del duca, il senese Francesco di Giorgio Martini, che potrebbe aver eliminato la torre poligonale sull'estremità meridionale (di cui forse sono state ritrovate le fondazioni) e sistemando la parte settentrionale; ma non si possiedono documenti certi comprovanti tali lavori. L'edificio subì diverse ristrutturazioni a partire dal XVII fino al XX secolo; in particolare dopo la seconda guerra mondiale fu realizzata una seconda rampa d'accesso sul lato orientale, dove prima la rocca si presentava a strapiombo sulla roccia. È stata restaurata agli inizi del XXI secolo, soprattutto nel pianoterra e in quello ammezzato, per adeguare gli ambienti ad ospitare i documenti dell'archivio storico, uno dei più importanti del Montefeltro, con documenti risalenti all'anno mille, alcuni appartenenti al tribunale che nel medioevo era insediato nella rocca, il più antico della regione feretrana. Oltre all'archivio, vi sono anche una cineteca e una fototeca. Il piano superiore è visitabile ed ospita esposizioni temporanee.

## Descrizione

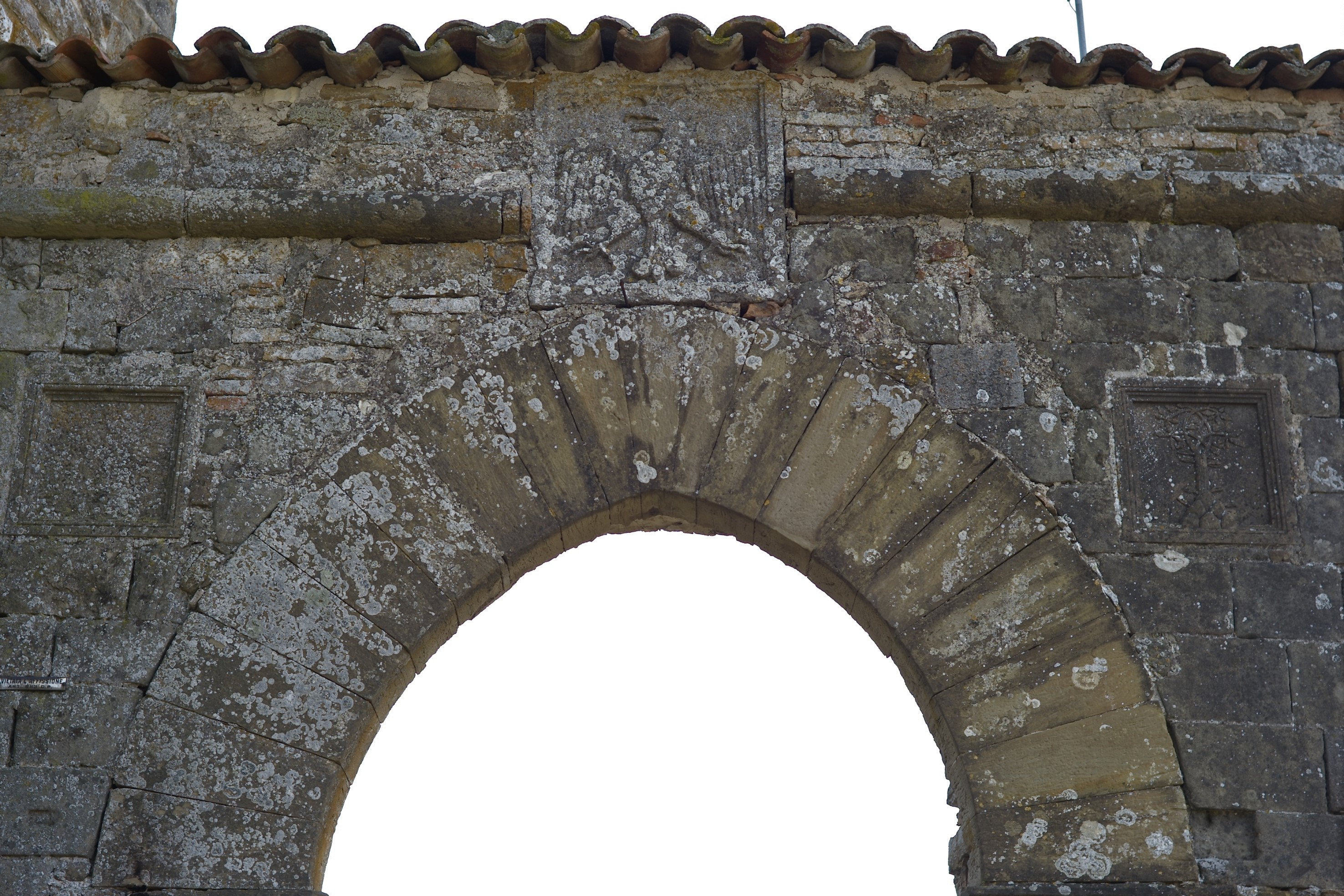
Gli stemmi sul primo ingresso

Nonostante i rimaneggiamenti dei secoli successivi al XV, la rocca si presenta come un volume compatto e robusto, accentuato dall'essenzialità delle facciate, composte da ampie sezioni murarie in pietra a vista. La facciata principale è quella settentrionale, presentando un aspetto più elegante, con due ordini di finestre architravate (quattro per piano) sopra una cordolatura che segna la congiuzione del muro scarpato con la parte soprastante; un ordine in corrispondenza del piano terra e l'altro del primo piano, quest'ultime finestre poggiano su una cornice marcadavanzale e sono le uniche della rocca ad essere abbellite da cornici in pietra decorate. Sotto alla cordolatura vi sono tre piccole finestre corrispondenti al piano seminterrato. Questa facciata è rivolta verso l'abitato, prospiciente su una piazza dalla quale si sviluppano le due rampe, che circondano l'edificio su tre lati (nord, ovest ed est). Una poderosa muratura recinge la base con le fondazioni della rocca. È dotata di due ingressi lungo la scalinata, sull'angolo nord-occidentale vi è il primo di questi, composto da un arco a sesto acuto adornato da tre stemmi (l'aquila feltresca, la quercia roveresca e un altro). Il secondo ingresso si apre in corrispondenza del cortile, nell'angolo sud-occidentale. Sul cortile affaccia un piccolo portico (due campate), sul lato settentrionale, mentre sul lato orientale vi sono le scale per il primo piano e per quello seminterrato.